# Generalinspekteur der Deutschen Volkspolizei
Der Generalinspekteur der Deutschen Volkspolizei war ein Dienstgrad, der dem Rang eines Generalleutnants entsprach und bis 14. Juli 1957 und wieder seit 1. Mai 1990 verwendet wurde. Vom 16. Juli 1958 bis 30. April 1990 lautete dieser Dienstgrad Generalleutnant der VP. Für Angehörige zentraler Dienststellen im Ministerium des Innern entfiel ab 1961 der Zusatz „der VP“.

## 1949–1957
Die Deutsche Verwaltung des Innern (DVdI) war im Juli 1946 auf Befehl der SMAD gebildet worden. Sie hatte die Aufgabe, die Polizeiorganisation in der SBZ zu koordinieren und zu zentralisieren. Die Hauptabteilung Grenzpolizei / Bereitschaften (HA GP/B) entstand am 13. Juli 1948; ihr war ab November 1948 die KVP und die Grenzpolizei unterstellt.
Den Dienstgrad Generalinspekteur hatten der Präsident und die Vizepräsidenten (z. B. Erich Mielke von 1946 bis 1949) der Deutschen Verwaltung des Innern inne, seit 1949 auch der Chef der Deutschen Volkspolizei Kurt Fischer und ab 1950 sein Nachfolger in diesem Amt Karl Maron.  Darüber hinaus verfügten auch die Leiter diverser Dienststellen in der Deutschen Verwaltung des Innern über den Dienstgrad des Chefinspekteurs, z. B. der Leiter der Verwaltung für Schulung der Deutschen Verwaltung des Innern und Leiter der Hauptverwaltung Ausbildung des Ministeriums des Innern Wilhelm Zaisser, der Chef der Deutschen Grenzpolizei Hermann Gartmann, der Leiter der HV Luftpolizei Heinz Keßler, der Leiter der HV Seepolizei Waldemar Verner und der Chef der KVP Heinz Hoffmann sowie der Stellvertreter und Chef der Politischen Verwaltung Rudolf Dölling.
Am 1. Januar 1949 wurden für die Polizei hinsichtlich der geplanten Zentralisierung der Polizei in der SBZ einheitliche Dienstgrade und -abzeichen eingeführt, die zuerst für die Hauptverwaltung für Ausbildung (HVA) und die Grenzpolizei galten und ab 1. Juni 1949 bis 1957 identisch mit denen der Deutschen Volkspolizei waren. Die Dienstgrade der obersten Offiziere im Generalsrang wurden mit Chefinspekteur und Generalinspekteur benannt. Die kasernierten Einheiten der Volkspolizei (KVP) änderten bereits im Jahr 1952 diese Bezeichnungen ab. Am 27. August 1952 hatte Innenminister Willi Stoph den Befehl Nr. 9/1952 über die Einführung neuer Rangbezeichnungen und Rangabzeichen in der KVP (Land), der VP-See und der VP-Luft erlassen. Damit wurden ab 1. Oktober 1952 den Angehörigen der KVP militärische Dienstgrade verliehen. Die Volkspolizei folgte am 15. Juli 1957.

## Ab 1990
Mit Wirkung vom 1. Mai 1990 und basierend auf dem Gesetzblatt der Deutschen Demokratischen Republik vom 6. März 1990, wurden die Dienstgrade der Volkspolizei abgeschafft und durch Amtsbezeichnungen ersetzt, die sich an denen der „Gründerjahre der DDR“ orientierten. Diese Bezeichnungen blieben noch bis 1992 in einzelnen Bundesländern erhalten. Bis zum 3. Oktober 1990 wurden in der Regel die alten Schulterstücke weitergetragen. Die eigens für die Wendezeit produzierten Schulterstücke, die sich an denen der alten Bundesländern anlehnten, wurden nur in geringer Stückzahl ausgegeben. Der ehemalige Minister des Innern und Chef der Deutschen Volkspolizei, Lothar Ahrendt, wurde zum 1. Mai 1990 vom Generalleutnant zum Generalinspekteur umattestiert, gleiches erfolgte für den ehemaligen Stellvertreter des Ministers des Innern Karl-Heinz Schmalfuß.

## Schulterstücke 1949–1990
Die Schulterstücke bestanden aus zwei vierbogig-geflochtenen goldfarbenen Rundschnüren mit dazwischenliegender Silberplattschnur auf dunkelgrüner Tuchunterlage. Als Gradsterne fanden vierzackige, versilberte Metallsterne mit einer Seitenlänge von ca. 15 mm Verwendung. Diese waren mittig bzw. hintereinander angeordnet. Diese Gradsterne blieben bis 1960 gültig, danach wurden fünfzackige, versilberte Gradsterne mit einer Seitenlänge von 20 mm verwendet.

Schulterstücke im Generalsrang 1949 bis 1990
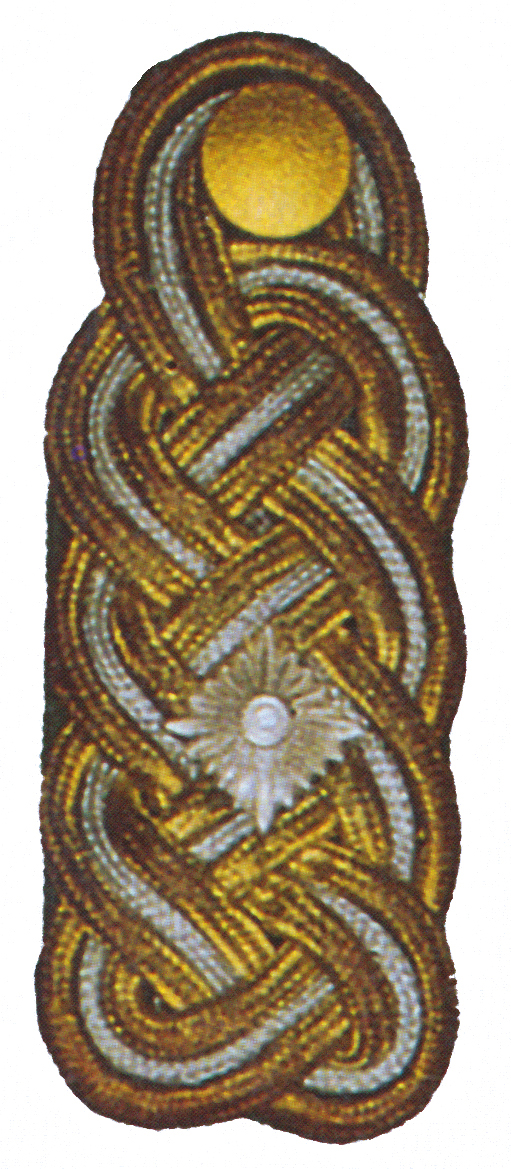
Generalinspekteur der DVP (1949–1954)
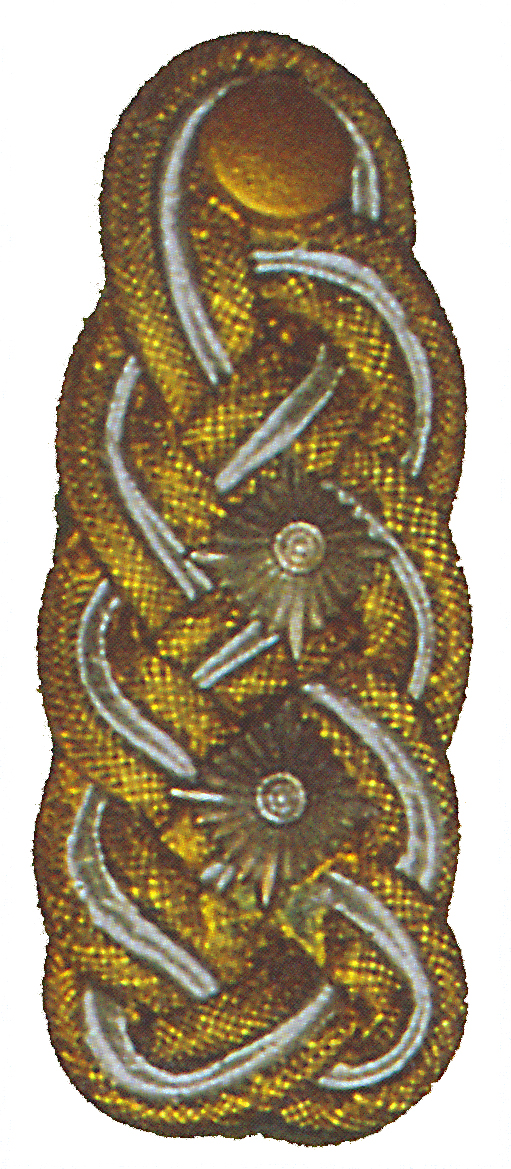
Generalinspekteur der DVP (1954–1960)
- Generalleutnant der VP 
(1957–1990)[16]